# Список видов, занесённых в Красную книгу Архангельской области
Список видов, занесённых во второе издание Красной книги Архангельской области, изданную в 2008 году. В новое издание попало 203 вида — 5 видов грибов, 10 видов лишайников, 46 видов мхов, 90 видов сосудистых растений, 4 вида беспозвоночных и 48 видов позвоночных животных. Названия таксонов приведены по изданию (за исключением исправлений явных опечаток и ошибок).

## Грибы

### отделАскомицеты (Сумчатые грибы)(Ascomycota)
семейство Саркосомовые (Sarcosomataceae)
Саркосома шаровидная (Sarcosoma globosum)

### отделБазидиомицеты(Basidiomycota)
семейство Герициевые (Ежовиковые) (Hericiaceae)
Ежовик коралловидный (Hericium coralloides)
семейство Гомфоровые (Gomphaceae)
Клавариадельфус (рогатик) пестиковый (Clavariadelphus pistillaris)
семейство Мерипиловые (Meripilaceae)
Грифола курчавая (гриб-баран, грифола многошляпочная) (Grifola frondosa)
семейство Полипоровые (Polyporaceae)
Ложноберёзовый трутовик (Polyporus pseudobetulinus)

### отделЛишайники(Lichenes)
семейство Кладониевые (Cladoniaceae)
Кладония маргариткоцветная (Cladonia bellidiflora)
семейство Коллемовые (Collemataceae)
Коллема чернеющая (Collema nigrescens)
семейство Лобариевые (Lobariacea)
Лобария легочная (Lobaria pulmonaria)
семейство Пармелиевые (Parmeliaceae)
Менегацция пробуравленная (Menegazzia terebrata)
Цетрелия оливковая (Cetrelia olivetorum)
Уснея длиннейшая (Usnea longissima)
Бриория Фремонта (Bryoria fremontii)
семейство Рамалиновые (Ramalinaceae)
Рамалина ясеневая (Ramalina fraxinea)
семейство Фисциевые (Physciaceae)
Анаптихия реснитчатая (Anaptychia ciliaris)
Гетеродермия красивая (Heterodermia speciosa)

## Растения

### отделМхи или Листостебельные мхи(Bryophyta)
семейство Амблистегиевые (Amblystegiaceae)
Дрепанокладус Зендтнера (Drepanocladus sendtneri)
Дрепаниум согнутый (Drepanium recurvatum)
Псевдокаллиергон трёхрядный (Pseudocalliergon trifarium)
Псевдокаллиергон плауновидный (Pseudocalliergon lycopodioides)
семейство Антитрихиевые (Antitrichiaceae)
Антитрихия повисшая (Antitrichia curtipendula)
семейство Бартрамиевые (Bartramiaceae)
Бартрамия яблоковидная (Bartramia pomiformis)
Плагиопус Эдера (Plagiopus oederianus)
семейство Брахитециевые (Brachytheciaceae)
Брюния шершавая (Bryhnia scabrida)
семейство Буксбаумиевые (Buxbaumiaceae)
Буксбаумия безлистная (Buxbaumia aphylla)
семейство Гетерокладиевые (Hetericladiaceae)
Гетерокладиум диморфный (Heterocladium dimorphum)
семейство Дикрановые (Dicranaceae)
Цинодонциум зобатый (Cynodontium strumiferum)
семейство Дитриховые (Ditrichaceae)
Дистихиум наклоненный (Distichium inclinatum)
Сэлания сизоватая (Saelania glaucescens)
семейство Каллиергоновые (Calliergonaceae)
Лескипнум каштаново-бурый (Loeskypnum badium)
семейство Катоскопиевые (Catoscopiaceae)
Катоскопиум чернеющий (Catoscopium nigritum)
семейство Лембофилловые (Lembophyllaceae)
Изотециум лисохвостоподобный (Isothecium alopecuroides)
Изотециум мышехвостоподобный (Isothecium myosuroides)
семейство Меезиевые (Meesiaceae)
Меезия длинноножковая (Meesia longiseta)
Меезия трёхгранная (Meesia triquetra)
Амблиодон беловатый (Amblyodon dealbatus)
Меезия топяная (Meesia uliginosa)
семейство Неккеровые (Neckeraceae)
Неккера перистая (Neckera pennata)
семейство Ортотриховые (Orthotrichaceae)
Ортотрихум голоустьевый (Orthotrichum gymnostomum)
семейство Пилезиевые (Pylaisiaceae)
Стереодон Бамбергера (Stereodon bambergeri)
Стереодон Холмена (Stereodon holmenii)
семейство Плагиотециевые (Plagiotheciaceae)
Платидикция юнгерманноидная (Platydictya jungermanioide)
семейство Поттиевые (Pottiaceae)
Трихостомум курчавый (Trichostomum crispulum)
Алоина коротококлювая (Aloina brevirostris)
Алоина жесткая (Aloina rigida)
семейство Псевдолескеевые (Pseudoleskeaceae)
Лекереа войлочная (Lescuraea radicosa)
семейство Селигериевые (Seligeriaceae)
Зелигерия согнутоножковая (Seligeria campylopod)
семейство Скорпидиевые (Scorpidiaceae)
Лимприхтия Коссона (Limprichtia cossonii)
семейство Сплахновые (Splachnaceae)
Тетраплодон суженный (Tetraplodon angustatus)
Сплахнум красный (Splachnum rubrum)
Тетраплодон мниевидный (Tetraplodon mnioides)
Сплахнум бутылковидный (Splachnum ampullaceum)
Сплахнум сферический (Splachnum sphaericum)
Сплахнум сосудовидный (Splachnum vasculosum)
Сплахнум жёлтый (Splachnum luteum)
семейство Сфагновые (Sphagnaceae)
Сфагнум рыжеватый (Sphagnum subfulvum)
Сфагнум блестящий (Sphagnum subnitens)
Сфагнум пятирядный (Sphagnum quinquefarium)
семейство Тиммиевые (Timmiaceae)
Тиммия баварская (Timmia bavaric)
семейство Фонтиналиевые (Fontinaliaceae)
Фонтиналис гипновидный (Fontinalis hypnoides)
Фонтиналис далекарлийский (Fontinalis dalecarlica)
семейство Энкалиптовые (Encalyptaceae)
Энкалипта полосатоплодная (Encalypta rhaptocarpa)

### отделПапоротниковидные(Pterydophyta)
семейство Асплениевые (Костенцовые) (Aspleniaceae)
Костенец зелёный (Asplenium viride)
семейство Вудсиевые (Woodsiaceae)
Вудсия гладкая (Woodsia glabella)
Вудсия альпийская (Woodsia alpina)
Вудсия эльбская (Woodsia ilvensi)
семейство Гроздовниковые (Botrychiaceae)
Гроздовник северный (Botrychium boreale)
Гроздовник ромашколистный (Botrychium matricariifolium)
Гроздовник ланцетовидный (Botrychium lanceolatum)
семейство Кочедыжниковые (Аthyriaceae)
Кочедыжник альпийский (Athyrium distentifolium)
Пузырник судетский (Rhizomatopteris sudetica)
семейство Многоножковые (Polypodiaceae)
Многоножка обыкновенная (Polypodium vulgare)

### отделПлауновидные(Lycopodiophyta)
семейство Полушниковые (Isoëtaceae)
Полушник озерный (Isoëtes lacustris)
Полушник щетинистый (Isoëtes setacea)

### отделПокрытосеменные(Magnoliophyta)
семейство Бобовые (Fabaceae, или Leguminosae)
Астрагал уральский (Astragalus australis)
Остролодочник грязноватый (Oxytropis sordida)
Астрагал песчаный (Astragalus arenarius)
семейство Гвоздичные (Caryophyllaceae)
Качим пинежский (Gypsophila uralensis Less. subsp. pinegensis)
Песчанка ложнохолодная (Arenaria pseudofrigida)
Гвоздика ползучая (Dianthus repens)
Лихнис ненецкий (Lychnis samojedorum)
семейство Горечавковые (Gentianaceae)
Горечавочка топяная (Gentianella uliginosa)
Горечавочник оголённый (Gentianopsis detonsa)
Ломатогониум колесовидный (Lomatogonium rotatum)
Горечавочник Долуханова (Gentianopsis doluchanovii)
Горечавка весенняя (Gentiana verna)
Горечавка лёгочная (Gentiana pneumonanthe)
Горечавка крестообразная (Gentiana cruciata)
семейство Грушанковые (Pyrolaceae)
Зимолюбка зонтичная (Chimaphila umbellata)
семейство Губоцветные (Lamiaceae или Labiatae)
Тимьян Талиева (Thymus talijevii)
семейство Дымянковые (Fumariaceae)
Хохлатка плотная (Corydalis solida)
Хохлатка дымянкообразная (Corydalis capnoides)
семейство Злаки (Роасеае или Gramineae)
Мятлик расставленный (Poa remota)
Мятлик Танфильева (Poa tanfiljewii)
Овсяница дюнная (Festuca sabulosa)
Манник литовский (Glyceria lithuanica)
Полевица Корчагина (Agrostis korczaginii)
семейство Ивовые (Salicaceae)
Ива деревцевидная (Salix arbuscula)
Ива отогнутопочечная (Salix recurvigemmis)
семейство Ирисовые (Iridaceae)
Ирис сибирский (Iris sibirica)
семейство Камнеломковые (Saxifragaceae)
Камнеломка жестколистная (Saxifraga aizoides)
Камнеломка снежная (Saxifraga nivalis)
Камнеломка дернистая (Saxifraga cespitosa)
семейство Колокольчиковые (Campanulaceae)
Колокольчик широколистный (Campanula latifolia)
Колокольчик персиколистный (Campanula persicifolia)
Колокольчик жестколистный (Campanula cervicaria)
семейство Крестоцветные (Brassicaceae или Cruciferae)
Сердечник крупнолистный (Cardamine macrophylla)
Кардаминопсис каменистый (Cardaminopsis petraea)
Крупка седоватая (Draba incana)
семейство Ладанниковые (Cistaceae)
Солнцецвет скалоломный (Helianthemum rupifragum)
семейство Лилейные (Liliaceae)
Гусиный лук жёлтый (Gagea lutea)
Гусиный лук малый (Gagea minima)
семейство Лобелиевые (Lobeliaceae)
Лобелия Дортмана (Lobelia dortmanna)
семейство Лютиковые (Ranunculaceae)
Адонис (горицвет) сибирский (Adonis appenina)
Печёночница благородная (Hepatica nobilis)
Ветреница алтайская (Anemonoides altaica)
Прострел раскрытый (Pulsatilla patens)
семейство Нимфейные (Nymphaeaceae)
Кубышка малая (Nuphar pumila)
Кувшинка четырёхгранная (Nympaea tetragona)
семейство Орхидные (Orchidaceae)
Башмачок пятнистый (Cypripedium guttatum)
Дремлик болотный (Epipactis palustris)
Пальчатокоренник кровавый (Dactylorhiza cruenta)
Калипсо луковичная (Calypso bulbosa)
Ятрышник шлемоносный (Orchis militaris)
Башмачок настоящий (Cypripedium calceolus)
Дремлик широколистный (Epipactis helleborine)
Пальчатокоренник Траунштейнера (Dactylorhiza traunsteineri)
Леукорхис беловатый (Leucorchis albida)
Гнездовка настоящая (Neottia nidus-avis)
Надбородник безлистный (Epipogium aphyllum)
семейство Осоковые (Cyperaceae)
Осока белая (Carex alba)
Поточник рыжий (Blysmus rufus)
Осока двуцветная (Carex bicolor)
Поточник сжатый (Blysmus compressus)
Осока притупленная (Carex obtusata)
семейство Первоцветные (Primulaceae)
Примула весенняя (Primula veris)
Примула мучнистая (Primula farinosa)
семейство Пионовые (Paeoniaceae)
Пион уклоняющийся, марьин корень (Paeonia anomala)
семейство Пузырчатковые (Lentibulariaceae)
Жирянка альпийская (Pinguicula alpina)
семейство Рдестовые (Potamogetonaceae)
Рдест красноватый (Potamogeton rutilus)
семейство Розоцветные (Rosaceae)
Дриада точечная (Dryas punctata)
Дриада восьмилепестная (Dryas octopetala)
семейство Сложноцветные (Asteraceae или Compositae)
Скерда золотистая (Crepis chrysantha)
Дендрантема Завадского (Dendranthema zawadskii)
Ястребинка ядовитая (Hieracium virosum)
Скерда многостебельная (Crepis multicaulis)
Солонечник точечный (Galatella punctata)
Арника альпийская (Arnica alpina)
Астра альпийская (Aster alpinus)
семейство Толстянковые (Crassulaceae)
Родиола розовая (золотой корень) (Rhodiola rosea)
семейство Фиалковые (Violaceae)
Фиалка Морица (Viola mauritii)
Фиалка Селькирка (Viola selkirkii)

## Животные

### Моллюски
семейство Пресноводные жемчужницы (Margaritiferidae)
Жемчужница европейская (Margaritifera margaritifera)

### Позвоночные

#### Пресмыкающиеся
семейство Веретеницевые (Anguidae)
Веретеница ломкая (Anguis fragilis)
семейство Гадюки (Viperidae)
Обыкновенная гадюка (Vipera berus)
семейство Ужовые (Colubridae)
Обыкновенный уж Natrix natrix

#### Птицы
семейство Гагаровые (Gaviidae)
Белоклювая гагара (Gavia adamsii)
семейство Скопиные (Pandionidae)
Скопа (Pandion haliaetus)
семейство Совиные (Strigidae)
Бородатая неясыть (Strix nebulosa)
Воробьиный сыч (Glaucidium passerinum)
Филин (Bubo bubo)
Длиннохвостая неясыть (Strix uralensis)
Мохноногий сыч (Aegolius funereus)
семейство Соколиные (Falconidae)
Кречет (Falco rusticolus)
Чеглок (Falco subbuteo)
Кобчик (Falco vespertinus)
Сапсан (Falco peregrinus)
семейство Сорокопутовые (Laniidae)
Серый (большой) сорокопут (Lanius excubitor)
семейство Утиные (Anatidae)
Малый лебедь (Cygnus bewickii)
Пискулька (Anser erythropus)
Атлантическая черная казарка (Branta bernicla hrota)
Лебедь-кликун (Cygnus cygnus)
семейство Цаплевые (Ardeidae)
Большая выпь (Botaurus stellaris)
семейство Чайковые (Laridae)
Белая чайка (Pagophila eburnea)
семейство Ястребиные (Accipitridae)
Осоед (Pernis apivorus)
Беркут (Aquila chrysaetos)
Большой подорлик (Aquila clanga)
Орлан-белохвост (Haliaeetus albicilla)

#### Млекопитающие
семейство Гладкие киты (Balaenidae)
Гренландский кит (северо-атлантическая популяция) (Balaena mysticetus)
семейство Гладконосые (Vespertilionidae)
Бурый ушан (Plecotus auritus)
Ночница Брандта (Myotis brandti)
семейство Дельфины (Delphinidae)
Беломордый дельфин (Lagenorhynchus albirostris)
Атлантический белобокий дельфин (Lagenorhynchus acutus)
Морская свинья (северо-атлантический подвид) (phocoena phocoena)
семейство Единороги (Monodontidae)
Единорог или нарвал (Monodon monocero)
семейство Клюворыловые (Ziphiidae)
Высоколобый бутылконос (Hyperoodon ampullatus)
семейство Летяговые (Pteromyini)
Летяга (Pteromys volan)
семейство Медвежьи (Ursidae)
Белый медведь (карско-баренцевоморская популяция) (Ursus maritimus)
семейство Моржи (Odobenidae)
Морж (атлантический подвид) (Odobenus rosmarus rosmarus)
семейство Настоящие тюлени (Phocidae)
Обыкновенный тюлень (европейский подвид баренцевоморская популяция) (Phoca vitulina vitulina)
Серый или длинномордый тюлень, тевяк (атлантический подвид) (Halichoerus grypus macrorhynchus)
семейство Оленьи (Cervidae)
Новоземельский северный олень (Rangifer tarandus pearsoni)
семейство Полосатики (Balaenopteridae)
Сельдяной кит, финвал (Balaenoptera physalus)
Ивасёвый или сайдяной кит, сейвал (Balaenoptera borealis)
Горбатый кит или кит-горбач (Megaptera novaeangliae)
Синий кит, блювал (Balaenoptera musculus)

#### Рыбы
семейство Керчаковые (Cottidae)
Обыкновенный подкаменщик (Cottus gobio)
семейство Речные угри (Anguillidae)
Речной угорь (Anguilla anguilla)
семейство Сиговые (Coregonidae)
Озерный многотычинковый сиг (Coregonus lavaretus pallasi)
Нельма (Stenodus leucichthys nelma)

#### Земноводные
семейство Саламандровые (Salamandridae)
Гребенчатый тритон (Triturus cristatus)

### Членистоногие
семейство Антофориды (Anthophoridae)
Пчела-плотник кривоногая (Xylocopa valga)
семейство Жужелицы (Carabidae)
Жужелица блестящая (Carabus nitens)
семейство Парусники (Papilionidae)
Мнемозина (Parnassius mnemosyne)